# Wereldkampioenschap bandstoten
Het wereldkampioenschap bandstoten (een spelsoort in het carambolebiljart) wordt georganiseerd door de Union Mondiale de Billard (UMB), die is opgericht op 1 juni 1959 in Madrid. Het hoogste aantal wereldtitels in deze spelsoort is behaald door Raymond Ceulemans met 6 titels. De enige andere meervoudige wereldkampioen is Ludo Dielis met 3 titels. De best presterende Nederlanders zijn Jean Paul de Bruijn met een titel en twee tweede plaatsen en Christ van der Smissen met vier tweede plaatsen.
| Jaar        | Locatie                   | Goud                    | Zilver                     | Brons                                      | Ranglijst |
| ----------- | ------------------------- | ----------------------- | -------------------------- | ------------------------------------------ | --------- |
| 1934 (juli) | Vichy FRA                 | Ernst Reicher AUT       | Alfredo Ferraz POR         | Jan Sweering NED                           | Ra.       |
| 1934 (dec.) | Parijs FRA                | Jean Albert FRA         | Jan Sweering NED           | Ernst Reicher AUT                          | Ra.       |
| 1935 (dec.) | Nice FRA                  | Jacques Davin FRA       | Ernst Reicher AUT          | Jean Albert FRA                            | Ra.       |
| 1937 (ma.)  | Montargis FRA             | Robert Toledano FRA     | Jacques Davin FRA          | Ernst Reicher AUT                          | Ra.       |
| 1968        | Doornik BEL               | Raymond Ceulemans BEL   | Jean Marty FRA             | Johann Scherz AUT                          | Ra.       |
| 1974        | Doornik BEL               | Ludo Dielis BEL         | Christ van der Smissen NED | Raymond Ceulemans BEL                      | Ra.       |
| 1976        | Leuven BEL                | Raymond Ceulemans BEL   | Christ van der Smissen NED | Ludo Dielis BEL                            | Ra.       |
| 1977        | Rotterdam NED             | Raymond Ceulemans BEL   | Christ van der Smissen NED | Emile Wafflard BEL                         | Ra.       |
| 1978        | Brugge BEL                | Raymond Ceulemans BEL   | Francis Connesson FRA      | Johann Scherz AUT                          | Ra.       |
| 1979        | Mollerussa ESP            | Raymond Ceulemans BEL   | Ludo Dielis BEL            | Hans Vultink NED                           | Ra.       |
| 1981        | Murcia ESP                | Ludo Dielis BEL         | Raymond Ceulemans BEL      | José Quetglas ESP                          | Ra.       |
| 1983        | Rucphen NED               | Ludo Dielis BEL         | Wolfgang Zenkner GER       | Nobuaki Kobayashi JPN                      | Ra.       |
| 1984        | Kopenhagen DEN            | Raymond Ceulemans BEL   | Christ van der Smissen NED | Thomas Wildförster GER                     | Ra.       |
| 1992        | Duisburg GER              | Fonsy Grethen LUX       | Peter de Backer BEL        | Fabian Blondeel GER                        | Ra.       |
| 1995        | Carvin FRA                | Jos Bongers NED         | Francis Connesson FRA      | Peter de Backer BEL Fonsy Grethen LUX      | Ra.       |
| 1997        | Wenen AUT                 | Martin Horn GER         | Francis Connesson FRA      | Stephen Horvath AUT Wolfgang Zenkner GER   | Ra.       |
| 2007        | Elda ESP                  | Jean Paul de Bruijn NED | Frédéric Caudron BEL       | Jos Bongers NED Eddy Leppens BEL           | Ra.       |
| 2009        | Cervera ESP               | Wolfgang Zenkner GER    | Jean Paul de Bruijn NED    | Frédéric Caudron BEL Arnim Kahofer AUT     | Ra.       |
| 2014        | Saint-Brevin-les-Pins FRA | Frédéric Caudron BEL    | Jean Paul de Bruijn NED    | Xavier Gretillat SUI Torbjörn Blomdahl SWE | Ra.       |